# Attacus aruensis
Attacus aruensis är en fjärilsart som beskrevs av Richard S. Peigler. Attacus aruensis ingår i släktet Attacus och familjen påfågelsspinnare. Inga underarter finns listade i Catalogue of Life.